# Wayne Osmond
Pour les articles homonymes, voir Osmond.
Melvin Wayne Osmond, dit Wayne Osmond, né le 28 août 1951 à Ogden (Utah) et mort le 1er janvier 2025, à Salt Lake City (Utah), est un chanteur américain, membre fondateur du groupe The Osmonds.